# زنجبار (یمن)
زَنجــِبار شهری است در جنوب یمن که در تقسمیات اداری مرکز استان ابین به شمار می‌آید.
شهر بندری زنجبار در کنار وادی بنا در دلتای ابین واقع شده‌است. جمعبت شهر زنجبار در سال ۲۰۰۴ میلادی ۱۹٬۸۷۹ نفر بود. این شهر یک تفریحگاه کوچک ساحلی و صنعت ماهیگیری دارد. در این ناحیه پنبه می‌روید و در بازار فروخته می‌شود.
نام این شهر از نام شهر زنگبار در شرق آفریقا گرفته شده که واژه‌ای فارسی و به معنای «ساحل سیاهان» است.

## پیشینه
زنجبار از دیرباز از کانون‌های بازرگانی با خاور دور به‌شمار می‌آمد. این شهر اما، در ۵۵۹ هجری (۱۱۶۳ میلادی) توسط  عبدالنبی بن علی بن مهدی یوسف الرعینی به آتش کشیده شده و نابود شد. زنجبار بعدها بازسازی شد اما بار دیگر و در پی درگیری‌های قبیله‌ای نابود گشت.
در سده نوزدهم میلادی، سلطان صالح عبدالله بن حسین بن احمد، سلطان فضلی، شهر را بازسازی کرد. وی که به‌وسیله بریتانیایی‌ها مدتی را در شهر زنگبار در شرق آفریقا به‌سر برده بود شهری را که خود در یمن بازسازی کرد را نیز زنگبار (به عربی: زنجبار) نامید.
زنجبار از ۱۹۶۲ تا ۱۹۶۷ مرکز اداری سلطان‌نشین فضلی بود، هرچند اقامتگاه سلطان هم‌چنان در شُقره باقی ماند.